# Setosellina roulei
Setosellina roulei är en mossdjursart som beskrevs av Calvet 1906. Setosellina roulei ingår i släktet Setosellina och familjen Setosellinidae. Inga underarter finns listade i Catalogue of Life.